# Strenge tider
Strenge tider er en dansk tv-serie i 3 dele udsendt første gang i 1994.
Blandt de medvirkende kan nævnes:
- Julie Wieth
- Hans Henrik Voetmann
- Hanne Windfeld Lund
- Terese Damsholt